# Demonax balyi
Demonax balyi är en skalbaggsart som först beskrevs av Francis Polkinghorne Pascoe 1859.  Demonax balyi ingår i släktet Demonax och familjen långhorningar.
Artens utbredningsområde är Nepal. Inga underarter finns listade i Catalogue of Life.